# POM-3
Die POM-3 (russisch ПОМ-3 kurz für противопехотная осколочная мина, Antipersonen-Splittermine) ist eine fernverlegbare Antipersonenmine aus russischer Produktion. Sie gehört zur Klasse der Springminen.

## Entwicklung
Die Entwicklung der POM-3 begann im Jahr 2015. Erstmals wurde die Mine an der Messe Army 2019 Forum vorgestellt. Die POM-3 wurde vermutlich im Jahr 2020 bei den Streitkräften Russlands eingeführt und ersetzt dort die POM-2-Mine. Entwickelt und produziert wird sie vom Wissenschaftlich-technischen Forschungsinstitut NIIII, welches zum Tecmasch-Konzern gehört.

## Beschreibung
Die POM-3 hat einen zylinderförmigen Minenkörper aus Metall. Seitlich am Minenkörper sind sechs ausklappbare Metallfächer angebracht. Die Mine kann grau, grün oder braun ausgeführt sein und wird durch einen seismischen Sensor oder durch Selbstzerstörung ausgelöst. Die Mine verfügt über einen Aufhebeschutz.

## Einsatz und Funktion
Jeweils sechs Minen sind in einer zylinderförmigen KPOM-3-Kassette untergebracht. Diese Kassetten verfügen über eine Ausstoßladung für die Minen und werden durch Fahrzeuge, Hubschrauber oder Raketenartillerie fernverlegt. Nach dem Ausstoß aus der Kassette wird die Mine durch einen auf der Oberseite der Mine angebrachten Fallschirm stabilisiert und abgebremst. Ebenso beginnt mit dem Ausstoß die Schärfungssequenz. Hat die Mine den Boden erreicht, spreizen sich nach einer kurzen Verzögerung die sechs Metallfächer und die Mine richtet sich vertikal auf. Danach wird der Fallschirm abgesprengt und der seitlich am Minenkörper angebrachte nadelförmige seismische Sensor bohrt sich in das Erdreich. Danach wird der Sensor aktiviert und die Mine ist nun scharf. Der Sensor misst Vibrationen, die von menschlichen Schritten erzeugt werden. Die Elektronikeinheit der Mine empfängt und wertet die Vibrationssignale aus. Dabei soll die Elektronik tierische von menschlichen Schritten unterscheiden können. Haben die Vibrationen eine bestimmte Intensität, die der Annäherung eines Menschen entspricht, wird die Mine gezündet. Dabei wird eine Treibladung gezündet, welche den Sprengkörper senkrecht nach oben ausstößt. Dieser besteht aus einem Sprengstoffkern, um den ein Splittermantel angebracht ist, der aus gestapelten kreissägeblattförmigen Ringen besteht. Der Sprengkörper detoniert mit einer kurzen Verzögerung in einer Höhe von 1–1,5 m. Bei der Detonation entstehen aus dem Splittermantel bis zu 1.850 dreiecksförmige, messerscharfe Fragmente, die auf eine Distanz von 8–12 m tödlich wirken können. Zusätzlich verfügt die Mine über einen Aufhebeschutz: Wird die Mine angehoben oder der Lagewinkel verändert, so detoniert sie sofort. Vor dem Einsatz kann die Lebensdauer der Mine in fünf Stufen zwischen 1 und 24 Stunden eingestellt werden. Wird die Mine nicht durch den Sensor ausgelöst, so detoniert sie nach Ablauf der vorbestimmten Lebensdauer mittels eines Zeitzünders.

## Einsatzsysteme
- ISDM Zemledelie-I: Mehrfachraketenwerfer zur Fernverlegung auf 5–15 km
- UMZ: Streubehälter für den Einsatz ab Lastkraftwagen.
- WSM: Streubehälter für den Einsatz ab Hubschraubern.
- PKM: Mit einer KPOM-3-Kassette mit sechs Minen. PKM hat eine Wurfweite von 30–35 m und kann von einem einzelnen Soldaten eingesetzt werden.

## Internationale Ächtung
Als Antipersonenmine bzw. Springmine verstößt die POM-3 gegen die Ottawa-Konvention, welche diesen Minentyp für die Vertragsstaaten verbietet. Russland ist der Ottawa-Konvention nicht beigetreten.

## Einsatzgebiete
Die POM-3 wurde erstmals beim russischen Überfall auf die Ukraine 2022 beobachtet.